# Port illégal d'uniforme
 (juillet 2017).
Si vous disposez d'ouvrages ou d'articles de référence ou si vous connaissez des sites web de qualité traitant du thème abordé ici, merci de compléter l'article en donnant les références utiles à sa vérifiabilité et en les liant à la section « Notes et références ».
Le port illégal d'uniforme est un délit pénal qui réprime le fait de porter sans autorisation un uniforme dont le port est réservé par la loi à certaines personnes exerçant une mission de service public ou dépositaire de l'autorité publique.

## En droit allemand
Le port d'uniforme aux couleurs de la police ainsi qu'une matraque factice, même s'il s'agit d'un mélange de déguisement de carnaval, constitue un délit.

## En droit américain
Le port illégal d'uniforme est prohibé par le Code des États-Unis, titre 18, § 702. Des exceptions sont prévues pour les acteurs, sous réserve de ne pas donner une image négative de l'armée. Par l'arrêt Schacht v. United States (en), la Cour suprême des États-Unis considère que les manifestations contre la guerre du Viêt Nam entrent dans le cadre d'une expression théâtrale en public, et sont autorisées même si elles donnent une image négative de l'armée, en vertu du Premier amendement de la Constitution des États-Unis qui protège la liberté d'expression. La cour valide cependant l'interdiction du port d'uniforme aux personnes sans autorisation.

## En droit belge
Art. 228. C. pénal Toute personne qui aura publiquement porté un costume, un uniforme, une décoration, un ruban ou autres insignes d'un ordre qui ne lui appartient pas, sera punie d'une amende de deux cents [euros] à mille [euros]. Art.2, En vigueur. 
Art. 2. C. pénal. Nulle infraction ne peut être punie de peines qui n'étaient pas portées par la loi avant que l'infraction fût commise.
Si la peine établie au temps du jugement diffère de celle qui était portée au temps de l'infraction, la peine la moins forte sera appliquée

## En droit français
Le port illégal d'uniforme est, en droit pénal français, prévu et réprimé par l'article 433-14 du code pénal. Il est défini et sanctionné de la manière suivante :
"Est puni d'un an d'emprisonnement et de 15 000 euros d'amende le fait, par toute personne, publiquement et sans droit :
1° De porter un costume, un uniforme ou une décoration réglementés par l'autorité publique ;
2° D'user d'un document justificatif d'une qualité professionnelle ou d'un insigne réglementés par l'autorité publique ;
3° D'utiliser un véhicule dont les signes extérieurs sont identiques à ceux utilisés par les fonctionnaires de la police nationale ou les militaires ;
4° D'user de l'emblème ou de la dénomination de l'un des signes distinctifs définis par les conventions signées à Genève le 12 août 1949 et leurs protocoles additionnels. 
Le port d'un costume qui n'est pas authentique, mais qui présente une ressemblance de nature à causer une méprise dans l'esprit du public avec ceux la police nationale ou des militaires, est quant à lui prévu par l'article 433-15 du code pénal : « Est puni de six mois d'emprisonnement et de 7 500 euros d'amende le fait, par toute personne, publiquement, de porter un costume ou un uniforme, d'utiliser un véhicule, ou de faire usage d'un insigne ou d'un document présentant, avec les costumes, uniformes, véhicules, insignes ou documents distinctifs réservés aux fonctionnaires de la police nationale ou aux militaires, une ressemblance de nature à causer une méprise dans l'esprit du public.
Les mêmes peines sont applicables au fait, par toute personne, de faire publiquement usage d'un emblème ou d'une dénomination présentant avec l'un des signes distinctifs des conventions signées à Genève le 12 août 1949 et de leurs protocoles additionnels une ressemblance de nature à causer une méprise dans l'esprit du public ».
Enfin, le port d'un costume ressemblant à celui d'un autre corps règlementé que les précédents est prévu et réprimé par l'article R643-1 du même code :
"Hors les cas prévus par l'article 433-15, est puni de l'amende prévue pour les contraventions de la 3e classe le fait de porter publiquement un costume ou un uniforme ou de faire usage d'un insigne ou d'un document présentant avec des costumes, uniformes, insignes ou documents réglementés par l'autorité publique une ressemblance de nature à causer une méprise dans l'esprit du public.
Les personnes coupables de la contravention prévue au présent article encourent également la peine complémentaire de confiscation de la chose qui a servi ou était destinée à commettre l'infraction ou de la chose qui en est le produit.
Les personnes morales déclarées responsables pénalement, dans les conditions prévues par l'article 121-2, de l'infraction définie au présent article encourent, outre l'amende suivant les modalités prévues par l'article 131-41, la peine de confiscation de la chose qui a servi ou était destinée à commettre l'infraction ou de la chose qui en est le produit." 

## En droit suisse
Le port illégal d'uniforme, ou «port indu de l'uniforme», est sanctionné par une amende (art. 331 du Code pénal suisse, depuis le 1er janvier 2007); celle-ci peut aller jusqu'à 10 000 CHF.-- (art. 106, al. 1, CP).